# Bruinrugmiervogel
De bruinrugmiervogel (Poliocrania exsul) is een zangvogel uit de familie Thamnophilidae (miervogels).

## Verspreiding en leefgebied
Deze soort komt voor van Nicaragua tot Ecuador en telt vijf ondersoorten:
- P. e. exsul: van oostelijk Nicaragua tot westelijk Panama.
- P. e. occidentalis: westelijk Costa Rica en zuidelijk Panama.
- P. e. cassini: zuidoostelijk Panama en noordelijk Colombia.
- P. e. niglarus: oostelijk Panama en noordwestelijk Colombia.
- P. e. maculifer: westelijk Colombia en westelijk Ecuador.

## Status
De grootte van de populatie is niet gekwantificeerd maar de soort wordt omschreven als vrij algemeen. Op de Rode lijst van de IUCN heeft deze soort de status niet bedreigd.